# Józef Mazurek (żołnierz)
Józef Mazurek (ur. 27 marca 1897 w Łosińcu, zm. 28 marca 1979 w Puszczykowie) – starszy sierżant Wojska Polskiego, kawaler Orderu Virtuti Militari.

## Życiorys
Urodził się 27 marca 1897 w Łosińcu, w ówczesnym powiecie wągrowieckim rejencji bydgoskiej, w rodzinie Sebastiana, rolnika, i Marii z Błaszczyków (zm. 1914). W latach 1903–1911 uczęszczał do szkoły ludowej w rodzinnej wsi. Po ukończeniu szkoły pracował krótko w rolnictwie, a następnie uczył się zawodu cieśli. Od 15 listopada 1916 do 16 stycznia 1919 służył w armii Cesarstwa Niemieckiego. Po przeszkoleniu w 2 batalionie saperów w Szczecinie został wysłany na front zachodni.
15 lutego 1919 został wcielony do 1. kompanii II batalionu saperów wielkopolskich, który 16 października 1919 został przemianowany na XIV batalion saperów. Od 25 kwietnia do 18 września 1919 walczył na wojnie z Ukraińcami. Awansował na starszego sapera (23 marca 1919) i kaprala (3 maja 1919). Od 12 października 1919 do 14 października 1920 walczył na wojnie z bolszewikami. 
W połowie czerwca 1920 pierwsza kompania XIV batalionu saperów rozlokowała się w miejscowości Raczyborki, w pobliżu miasteczka Berezyna. Pierwszy pluton tej kompanii wraz z kapralem Mazurkiem został zakwaterowany we wsi Niehonicze i otrzymał zadanie zniszczenia radzieckiego mostu pontonowego na Berezynie. Sekcja saperów z kapralem Mazurkiem i starszym saperem Ratajczakiem na czele, za pomocą ładunków wybuchowych zniszczyła trzy przęsła mostu. Następnego dnia most został przez bolszewików naprawiony. Po kilkunastu dniach Polacy podjęli kolejną próbę zniszczenia mostu, w której ponownie wziął udział kapral Mazurek. Poprowadzony przez niego atak pozwolił zająć okopy wroga oraz zdobyć dwa ciężkie karabiny maszynowe i wziąć kilku jeńców. Za te czyny odznaczony został Krzyżem Srebrnym Orderu Virtuti Militari. 1 listopada 1920 awansował na plutonowego.
Po zakończeniu działań wojennych pozostał w Wojsku Polskim jako podoficer zawodowy, awansując na sierżanta (11 marca 1922) i tytularnego starszego sierżanta (15 stycznia 1930). 29 lipca 1921 w Poznaniu zdał egzamin dla aspirantów oficerskich, który był równoważny z ukończeniem sześciu klas gimnazjum. Do 1924 pełnił służbę w macierzystym batalionie na stanowisku szefa kompanii. Później został przydzielony do 7 Okręgowej Składnicy Saperów. 15 kwietnia 1929 w Poznaniu ukończył półroczny kurs handlowy. W 1930 wrócił do 7 batalionu saperów. W 1933 pełnił w nim służbę na stanowisku kierownika warsztatów technicznych parku saperskiego. W tym czasie ukończył kurs kolejowy w Poznaniu. Z dniem 1 lutego 1935 został zwolniony do rezerwy z „równoczesnym przeniesieniem do służby cywilno-państwowej w Dyrekcji Okręgowej Kolei Państwowych w Poznaniu”. Początkowo został zatrudniony na Stacji PKP Poznań Tama Garbarska w charakterze adiunkta z IX grupą uposażenia. W 1936 zaczął pracę na Stacji PKP Puszczykowo jako zawiadowca. W czasie okupacji niemieckiej pracował na dworcu jako zwykły robotnik stacyjny, a później dyżurny ruchu. Wysiedlony przez Niemców z Puszczykowa zamieszkał z rodziną we wsi Łęczyca. Po II wojnie światowej wrócił do Puszczykowa i do emerytury sprawował funkcję zawiadowcy tamtejszej stacji. W 1954 odszedł na emeryturę. Zmarł 28 marca 1979 i pochowany został w Puszczykowie.
W 1923 ożenił się z Ludwiką z Łażewskich (1899–1987), z którą miał sześcioro dzieci: Łucję (Lucię) (ur. 18 października 1924), bibliotekarkę, Zofię (ur. 2 listopada 1925), lekarza radiologa, Bożenę Janinę (1929–2020), filolożkę, profesorkę, Witolda (ur. 14 maja 1930), Mariana (Mirka) i Bogumiłę (Miłkę), fototopografa.

## Ordery i odznaczenia
- Krzyż Srebrny Orderu Virtuti Militari nr 699[17] – 13 maja 1921[18][19]
- Medal Pamiątkowy za Wojnę 1918–1921 – 1928[4]
- Medal Dziesięciolecia Odzyskanej Niepodległości – 1928[4]
- Odznaka Pamiątkowa Frontu Litewsko-Białoruskiego[20]
- Krzyż Żelazny II klasy – czerwiec 1918[3]